# Comastoma jigzhiense
Comastoma jigzhiense är en gentianaväxtart som beskrevs av T. N. Ho och J. Q. Liu. Comastoma jigzhiense ingår i släktet lappgentianor, och familjen gentianaväxter. Inga underarter finns listade i Catalogue of Life.